# Acemanana

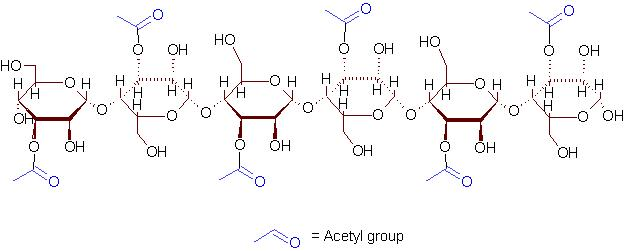
Acemanana

Acemanana, em inglês Acemannan é um isômero-D do Glicosaminoglicano nas folhas de Aloe vera. Este composto é conhecido por ter propriedades imunoestimulante, antiviral, antineoplástico e gastrointestinal .

## Estrutura e propriedades químicas
Acemanana um monômero é um mono acetato ligado pelo β-1,4-Ligação glicosídicas. Este polimêro é hidrofílico: Tem 50 Ligação de hidrogênio receptores, 19 ligações de hidrogênio doadores, e um coeficiente de partição de -3.27. Portanto, sua permeabilidade (e, consequentemente, biodisponibilidade) foi ranqueada como 1 de acordo com a regra de cinco de Lipinsky.

## Propriedades imunoestimulante
Acemanana demonstrou induzir macrófagos a secretar interferon, Fator de necrose tumoral-α (sigla em inglês TNF-α) e Interleucinas (sigla em inglês IL-1); portanto, pode ajudar a prevenir ou repelir infecção viral. Estas três citocinas são conhecidas por causar inflamação, e o interferon é liberado em resposta a infecções virais. In vitro estudos mostraram Acemanana para inibir a replicação do HIV; no entanto, in vivo estudos não foram conclusivos.
O Dr. John C. Pittman no relatório de pesquisa em "Health Consciousness" (vol.13, no. 1/1992), cita que  "Acemanana possui propriedades antivirais, antibacterianas e antimicóticas, que podem ajudar a controlar infestações por Cândida e estabilizar a flora bacteriana dos órgãos digestivos".
Acemanana está atualmente sendo usado para tratamento e manejo clínico de fibrossarcoma em cães e gatos. A administração de Acemanana mostrou aumentar a  necrose do tumor e a prolongar a sobrevivência do hospedeiro; os animais demonstraram infiltração e encapsulamento dos linfóides.
O composto foi estabelecido para ter um LD50 de >80 mg/kg e LC50 >5.000 mg/kg IV.